# Matatiele
Matatiele ist eine Stadt in der Gemeinde Matatiele, Distrikt Alfred Nzo, Provinz Ostkap in Südafrika. 2011 hatte sie 12.466 Einwohner.
Der Stadt- und Gemeindename ist vom Sesotho-Begriff für die Enten sind geflogen abgeleitet, ein Hinweis auf die Vielzahl von Feuchtgebieten in der Umgebung, welche den Enten als Lebensraum dienen.
Gegründet wurde sie durch die Griqua, deren Hauptstadt das 70 Kilometer entfernte Kokstad war. Die Stadt und ihre Umgebung waren Ende des 19. Jahrhunderts eine Anlaufstelle für Pferdediebe und Schmuggler, die die nahe gelegenen Drakensberge als Rückzugsgebiet benutzten. 2005 kam die Stadt von der Provinz KwaZulu-Natal gegen den Widerstand vieler Einwohner zur Provinz Ostkap. In der Folge wurde in Matatiele die Protestpartei African Independent Congress gegründet, die bei den Wahlen 2014 drei der 400 Mandate in der Nationalversammlung gewann.
Heute ist die Stadt der Mittelpunkt der umliegenden landwirtschaftlichen Produktionsbetriebe (Mais- und Molkereiprodukte sowie Pferdezucht). Matatiele ist von Qacha’s Nek in Lesotho aus die nächstgelegene Stadt.

## Persönlichkeiten
- Innocent Mdledle (* 1985), Fußballspieler